# Francesco Accolla

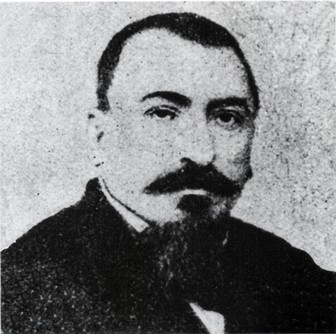
Francesco Accolla, advocaat

Francesco Accolla (Floridia, 22 december 1822 – Syracuse, 11 april 1882) was een Italiaans advocaat en politicus, aanvankelijk in het koninkrijk der Beide Siciliën. 
Hij was liberaal, patriottisch en antiklerikaal. Accolla zetelde, na de eenmaking van Italië, in de Kamer van Afgevaardigden (1865-1874). 

## Levensloop
Accolla groeide op in Sicilië, in het koninkrijk der Beide Siciliën. Zijn ouders waren Francesco Accolla, een notaris, en Elisabetta Reale. Hij liep school in Syracuse. Vervolgens trok hij naar de hoofdstad Napels, waar hij rechten studeerde aan de Universiteit Federico II. Hij viel op door zijn welbespraaktheid en zijn kennis over rechtsprocedures in verband met financiële geschillen. Hij had vervolgens een advocatenpraktijk in Syracuse. Het kwam voor dat Accolla buiten de rechtszaal, in publieke ruimten, redevoeringen hield. Hij was een overtuigd patriot en liberaal die wenste dat Sicilië aansloot bij het koninkrijk Piëmont-Sardinië om uiteindelijk heel Italië te verenigen.
Na Garibaldi’s intocht in Napels (1860) en de ontbinding van de Beide Siciliën (1861) werden voor de eerste maal verkiezingen gehouden voor het Italiaans parlement. Accolla stuurde een protestbrief naar Piëmont; hij wenste dat het cijnskiesrecht werd afgeschaft, dat ook analfabeten mochten stemmen en dat de minimale leeftijd van 25 naar 21 jaar moest dalen.
In 1865 geraakte Accolla verkozen in de gemeenteraad van Syracuse, alsook in de Camera dei Deputati, dit is de Kamer van Afgevaardigden van het koninkrijk Italië. Hij nam meerdere malen het woord om de verkoop van de aangeslagen kerkelijke gebouwen te bepleiten. In het parlement was Accolla verder actief in de commissie voor staatsfinanciën, waarvan hij drie maanden de ondervoorzitter was. 
In 1874 eindigde zijn parlementair mandaat. Hij had het moeilijk met de verkiezingsnederlaag van 1874. Samen met zijn vrouw trok hij in op het landgoed van zijn oudere broer Girolamo Accolla, die ook advocaat was. Hij studeerde er en gaf occasioneel nog lezingen over politieke onderwerpen. Hij stierf in 1882.
Zowel Syracuse als Floridia hebben een straat naar hem genoemd.